# Цјопа I (Вибо Валенција)
Цјопа I је насеље у Италији у округу Вибо Валенција, региону Калабрија.
Према процени из 2011. у насељу је живело 18 становника. Насеље се налази на надморској висини од 283 м.